# Eta Lyrae
Éta Lyrae (η Lyr /η Lyrae), vlastním jménem Aladfar, je hlavní složka „A“  trojhvězdy v souhvězdí Lyry. Je vzdálena 1 390 světelných let od Slunce.
Sekundární složkou 'B'  je hvězda BD +38 3491. Éta Lyrae je spektroskopickou dvojhvězdou  se složkou Aa s formálním pojmenováním Aladfar, což je tradiční název hvězdy a se složkou Ab.

## Pojmenování
η Lyrae  je označení dvojhvězdy Bayerově katalogu. Její označení jako součásti trojitého hvězdného systému A a jeho dvou složek jako složek Aa a Ab vychází z konvence používané ve Washingtonském multiplikačním katalogu (WMC) pro vícenásobné hvězdné systémy a přijaté Mezinárodní astronomickou unií.
BD +38 3491 je označení složky „B“ v astronomickém katalogu Bonner Durchmusterung.
Éta Lyrae má tradiční jméno Aladfar, z arabského الأظفر al-ʼuẓfur „drápy orla), což je jméno, které sdílí s Mý Lyrae (ačkoli její název je obvykle hláskován Alathfar).
V roce 2016 založila Mezinárodní astronomická unie pracovní skupinu pro pojmenování hvězd (WGSN), která  schválila název Aladfar pro složku Aa trojhvězdy (hlavní složka η Lyrae).

## Vlastnosti
Éta Lyrae má spektrální třídu B2.5IV a zdánlivou hvězdnou velikost 4,40 m. Jedná se o těsnou spektroskopickou dvojhvězdu s velmi malými odchylkami radiální rychlosti 2,8 km/s. Oběžná doba je 56,4 dne.